# Banda B
Dins del sistema fotomètric UBV, o de Johnson, la Banda B és la que posseeix una longitud d'ona intermèdia de les tres originals: O (ultraviolada), B (blava) i V (verda o visual); és més curta que la del filtre V (Banda V) però més llarga que la de l'O.
El resultat de restar la magnitud obtinguda per la Banda B amb l'obtinguda per la Banda V proporciona l'índex de color B-V, utilitzat en astronomia per a determinar el color propi dels astres i la seva temperatura superficial.